# Tione degli Abruzzi
Tione degli Abruzzi – miejscowość i gmina we Włoszech, w regionie Abruzja, w prowincji L’Aquila.
Według danych na rok 2004 gminę zamieszkiwało 380 osób, 9,5 os./km².